# Ronde van Southland
De Ronde van Southland is een meerdaagse wielerwedstrijd in de regio Southland op het Zuidereiland van Nieuw-Zeeland.
De wedstrijd wordt verreden in november en was van 2002-2009 een wedstrijd op de internationale kalender van de UCI, hierbij van 2005-2009 opgenomen in de UCI Oceania Tour. Sinds 2010 maakt de koers geen deel meer uit van de  maar is het een van belangrijkste koersen op de nationale kalender van Nieuw-Zeeland. Naamsponsor van de koers is de SBS Bank.
De Nederlander Tino Tabak won de koers drie jaren oprij (1965-1967). De Nieuw-Zeelander Brian Fowler een record aantal van acht.